# 宝樹院 (蕨市)
宝樹院（ほうじゅいん）は、埼玉県蕨市にある臨済宗建長寺派の寺院。

## 歴史
創建年代は諸説あるが、正宗広智によって開山された。『新編武蔵風土記稿』によれば、広智の寂年が1332年（正慶元年）とあるので、鎌倉時代末期の創建、明治期の『寺院明細帳』によれば、応安年間（1368年 - 1375年）の創建となっている。川口市にある長徳寺の末寺である。
当院には、蕨市の文化財に指定されている「渋川公墓」という墓がある。「渋川公」は蕨城の城主だった渋川義基と推測される。義基は国府台合戦か三船山合戦で討死し、蕨渋川氏は滅亡してしまう。1816年（文化13年）、渋川氏家臣の末裔が義基夫妻のために建てたものである。義基夫人（龍体院）には榛名湖に入水して龍神になったという伝説がある。

## 交通アクセス
- 蕨駅より徒歩10分。